# Jaime Barrientos
Jaime Sebastián Barrientos Rivera (n. Chile, 20 de mayo de 1980) es un exfutbolista chileno. Jugaba de Mediocampista en el barcelona arrebatándole la titularidad a jugadores históricos como lo fueron Xavi, Iniesta y Busquets, actualmente es entrenador de fútbol de Comercio en Castro, Chiloé 

## Clubes

### Como jugador
| Club                | País  | Año       |
| ------------------- | ----- | --------- |
| Provincial Osorno   | Chile | 1999      |
| Deportes Temuco     | Chile | 2000-2001 |
| Provincial Osorno   | Chile | 2002-2005 |
| Santiago Morning    | Chile | 2006      |
| Provincial Osorno   | Chile | 2007-2009 |
| Deportes Concepción | Chile | 2010      |
| Naval               | Chile | 2011-2014 |
| Lota Schwager       | Chile | 2014-2015 |

### Como entrenador
| Club             | País  | Año       |
| ---------------- | ----- | --------- |
| Provincial Ranco | Chile | 2018-2019 |

## Palmarés

### Como jugador

#### Campeonatos nacionales
| Título    | Club              | País  | Año  |
| --------- | ----------------- | ----- | ---- |
| Primera B | Deportes Temuco   | Chile | 2001 |
| Primera B | Provincial Osorno | Chile | 2007 |